# 阿格达拉区
阿格达拉区，阿塞拜疆共和国的一个区，行政中心位于阿格达拉。
该区前身是1930年成立的杰拉伯特区，隶属于苏维埃社会主义共和国联盟阿塞拜疆苏维埃社会主义共和国纳戈尔诺-卡拉巴赫自治州，治所在马尔达凯特（今阿格达拉）；1939年改名为马尔达凯特区；1991年，该区改名为阿格达拉区，后于1992年撤销拆分到附近各区；但事实上，在第一次纳卡战争中被亚美尼亚军队占领后成为纳戈尔诺-卡拉巴赫共和国的马尔达凯特区；2023年9月，阿塞拜疆军队收复该地区，并于2023年恢复阿格达拉区建制。

## 历史

### 苏联时期

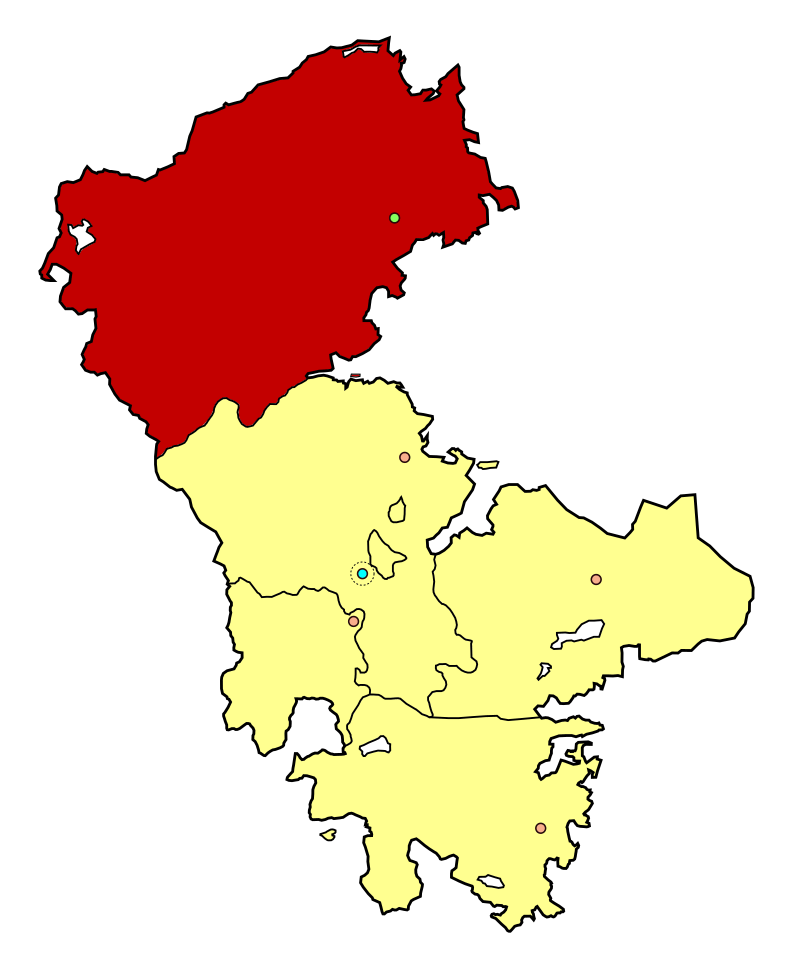
纳卡自治州时期的马尔达凯特区

1930年8月8日，杰拉伯特区（Джерабертский район）成立，隶属于阿塞拜疆苏维埃社会主义共和国纳戈尔诺-卡拉巴赫自治州，治所设在马尔达凯特（今阿格达拉）。该区的名字源自本来统治该地区的杰拉伯特公国。1939年9月17日，该区改名为“马尔达凯特区”:7。该区是纳戈尔诺-卡拉巴赫自治州面积最大和人口最多的区，其人口主要是亚美尼亚族。首府马尔达克特自1960年建市，该区除马尔达克特外，还有马达吉兹和列尼万两个城镇。
1976年，该区有医院7家、护理助产站44个、卫生流行病站1个。截至1982年，该地区有3所小学、17所八年制学校和30所中学、1所技术职业学校、1所七年制音乐学校、62个俱乐部、51个图书馆和17个电影装置。地方报纸（Barekamutyun）自1932年起开始出版。1966年起，当地设立了广播编辑部。

### 苏联解体后

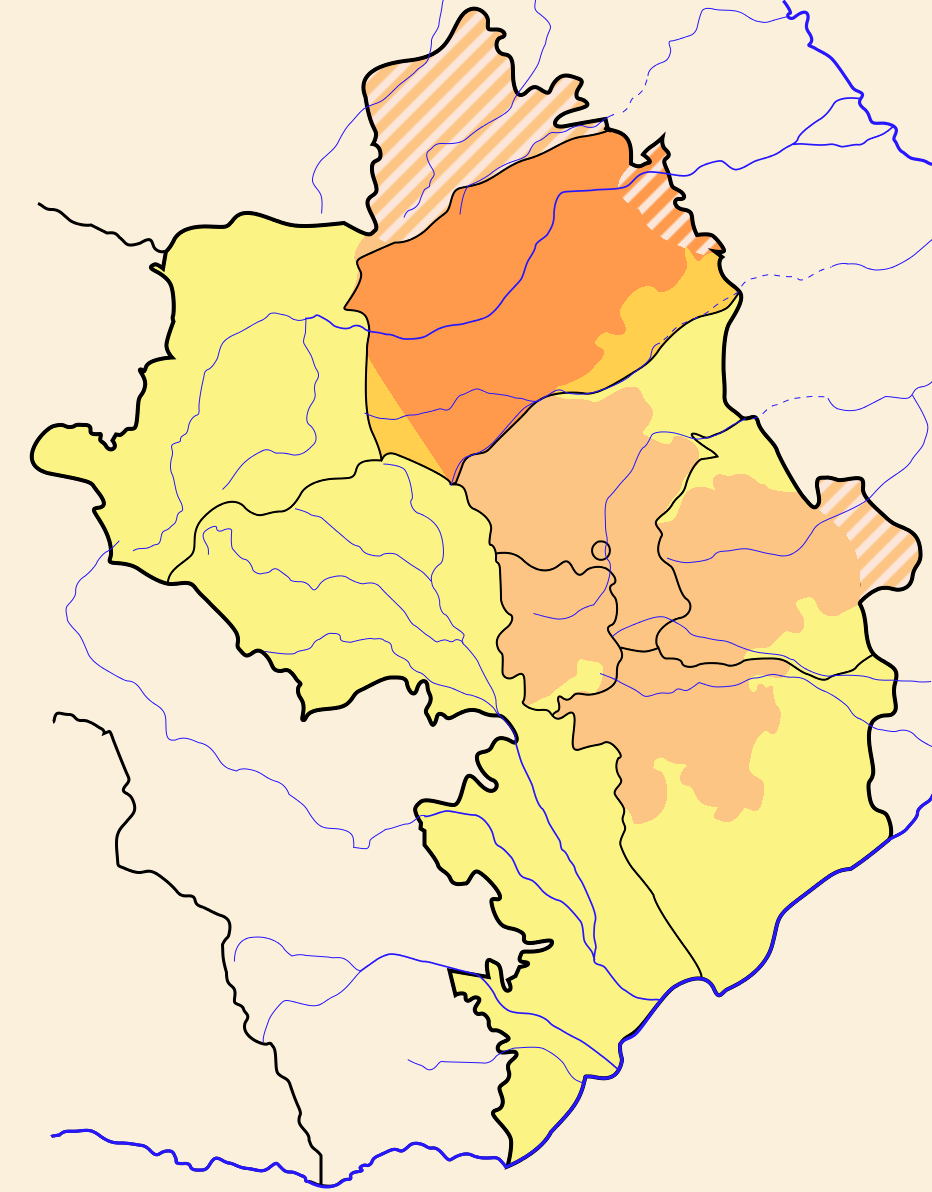
马尔达凯特区在纳卡共和国的位置

第一次纳戈尔诺-卡拉巴赫战争爆发后，该地区成为亚美尼亚和阿塞拜疆双方争夺的热点地区。1991年9月2日，在阿塞拜疆苏维埃社会主义共和国纳戈尔诺-卡拉巴赫自治州和邵武勉区人民代表委员会联席会议上，宣布成立独立的纳戈尔诺-卡拉巴赫共和国。1991年11月26日，阿塞拜疆最高苏维埃通过废除纳戈尔诺-卡拉巴赫自治州的法律，马尔达凯特区及其治所根据该法律更名为“阿格达拉”（‎），并成为共和国直辖区。
该区其绝大多数辖区在战争初期便被亚美尼亚军队占领。1992年夏，阿塞拜疆军队在戈兰博伊行动中夺回该区包括治所在内的超过80%的辖区。1992年8月25日，阿塞拜疆共和国通过第287号决议，将阿格达拉区的塞苏兰和塔雷什等地区被划入泰爾泰爾區。根据1992年10月13日阿塞拜疆共和国国民议会第327号决议，整个阿格达拉区被废除，辖区被分别划入周围的泰爾泰爾、阿格達姆和克爾巴賈爾三区，其中东北部的阿格达拉和17个村庄划入泰尔泰尔区，西部的23个村庄划入克尔巴贾尔区，东南部的8个村庄划入阿格达姆区。
因为人力不足等原因，阿塞拜疆最终丧失了对各地的控制。1993年6月4日，阿塞拜疆709旅旅长苏雷特·侯赛因诺夫煽动了一场反对阿塞拜疆总统阿布法兹·埃尔奇贝的兵变。亚美尼亚抓住了阿塞拜疆内乱的机会，于1993年7月7日重新占领了阿格达拉及周边村庄。
第一次纳戈尔诺-卡拉巴赫战争后，原纳戈尔诺-卡拉巴赫自治州马尔达凯特区的辖区除东部的列尼万村和加桑加亚村一带仍处于阿塞拜疆的控制之下，其它全部到亚美尼亚方占领，随后被未受广泛承认的纳戈尔诺-卡拉巴赫共和国（阿尔察赫共和国）划入新的马尔达凯特区，治所仍称马尔达凯特。该区不仅包括1992年前阿塞拜疆行政区划中阿格达拉区的绝大部分，以及克尔巴贾尔区东部及阿格達姆區北部的由纳卡共和国控制的部分辖区，同时还声索由阿塞拜疆控制的列尼万村和加桑加亚村一带。
2020年，第二次納戈爾諾-卡拉巴赫戰爭期间，阿塞拜疆控制该地区东北部的一小片领土，并在塔雷什和苏戈武尚定居点取得立足点。

### 阿塞拜疆收复后
2023年9月19日，阿塞拜疆在纳戈尔诺-卡拉巴赫地区发起新一轮进攻，最终收复该地区完全领土。2023年10月15日，阿塞拜疆总统伊利哈姆·阿利耶夫访问阿格达拉市，并在城市中心广场升起共和国国旗。2023年12月5日，国民议会批准了关于恢复阿格达拉区的法案。2023年12月27日，该法律由总统伊利哈姆·阿利耶夫签署生效。2024年3月7日，埃利钦·穆斯塔法·奥格鲁·尤苏波夫被任命为阿塞拜疆共和国总统驻汉肯德市、阿格达拉区和霍贾雷区特别代表。

## 地理与经济
该区基本都是山区，人口主要集中在东部。梅赫马纳一带蕴藏着石灰、石膏和贵金属矿产，具有重要的工业地位。 
区内主要河流有泰爾泰爾河和哈琴河。1976年，泰尔泰尔河建立萨尔桑水库，该水库的蓄水量为56万立方米，年发电量12500千瓦，灌溉面积120,000公顷。阿格达拉曾是纳卡自治州内的主要农业区，1988年时有3,400公顷葡萄，并发展有粮食和烟草种植以及畜牧业。

## 人口
苏联时期、纳卡共和国时期马尔达凯特区居民以亚美尼亚人为主：
| 时期           | 年份   | 亚美尼亚人 | %     | 阿塞拜疆人 | %    | 俄罗斯人 | %    | 合计   |
| -------------- | ------ | ---------- | ----- | ---------- | ---- | -------- | ---- | ------ |
| 苏联时期       | 1926年 | 29 292     | 92,2  | 1 914      | 6,0  | 434      | 1,4  | 31 768 |
| 苏联时期       | 1939年 | 36 453     | 89,3  | 2 833      | 6,9  | 1 244    | 3,0  | 40 812 |
| 苏联时期       | 1959年 | 33 555     | 88,9  | 3 415      | 9,1  | 611      | 1,6  | 37 734 |
| 苏联时期       | 1970年 | 38 220     | 86,9  | 5 168      | 11,7 | 348      | 0,8  | 44 004 |
| 苏联时期       | 1979年 | 37 050     | 83,1  | 7 050      | 15,8 | 355      | 0.8  | 44 586 |
| 纳卡共和国时期 | 2005年 | 18,921     | 99.78 |            |      | 23       | 0.12 | 18,963 |
| 纳卡共和国时期 | 2015年 |            |       |            |      |          |      | 20,185 |

## 备注
1. ↑  一说9月10日[1]